# Cambridge (Kentucky)
Cambridge és una població dels Estats Units a l'estat de Kentucky. Segons el cens del 2000 tenia 192 habitants.

## Demografia
Segons el cens del 2000, Cambridge tenia 192 habitants, 90 habitatges, i 48 famílies. La densitat de població era de 1.235,5 habitants/km².
Dels 90 habitatges en un 23,3% hi vivien nens de menys de 18 anys, en un 42,2% hi vivien parelles casades, en un 7,8% dones solteres, i en un 45,6% no eren unitats familiars. En el 37,8% dels habitatges hi vivien persones soles el 21,1% de les quals corresponia a persones de 65 anys o més que vivien soles. El nombre mitjà de persones vivint en cada habitatge era de 2,13 i el nombre mitjà de persones que vivien en cada família era de 2,86.
Per edats la població es repartia de la següent manera: un 20,8% tenia menys de 18 anys, un 4,2% entre 18 i 24, un 30,2% entre 25 i 44, un 21,4% de 45 a 60 i un 23,4% 65 anys o més.
L'edat mediana era de 40 anys. Per cada 100 dones de 18 o més anys hi havia 83,1 homes.
La renda mediana per habitatge era de 35.000 $ i la renda mediana per família de 49.375 $. Els homes tenien una renda mediana de 39.375 $ mentre que les dones 35.625 $. La renda per capita de la població era de 22.649 $. Entorn del 6,3% de les famílies i el 6,8% de la població estaven per davall del llindar de pobresa.

## Poblacions més properes
El següent diagrama mostra les poblacions més properes.